# Сендзішув
Сендзі́шув (пол. Sędziszów) — місто в південній Польщі.
Належить до Єнджейовського повіту Свентокшиського воєводства.

## Демографія
Демографічна структура станом на 31 березня 2011 року:
|          | Загалом | Допрацездатний вік | Працездатний вік | Постпрацездатний вік |
| -------- | ------- | ------------------ | ---------------- | -------------------- |
| Чоловіки | 3347    | 635                | 2442             | 270                  |
| Жінки    | 3376    | 579                | 2182             | 615                  |
| Разом    | 6723    | 1214               | 4624             | 885                  |